# 144 (număr)
144 (o sută patruzeci și patru) este numărul natural care urmează după 143 și precede pe 145 într-un șir crescător de numere naturale.

## În matematică
144
- Este un număr abundent.[1][2]
- Este un număr Fibonacci, cel mai mare care este și un pătrat (122).[3][4] 12 indică și al câtelea din șirul Fibonacci este.
- Este un număr Erdős-Woods[5][6]
- Este un număr practic.[7][8]
- Este un număr puternic.[9][10]
- Este un număr rotund.[11][12]
- Este un număr semiperfect (pseudoperfect).[13][14]
- Este cel mai mic număr cu exact 15 divizori, dar nu este un număr extrem compus deoarece numărul 120, mai mic, are 16 divizori.
- Este divizibil cu soluția sa la funcția φ, care dă în acest caz 48. Există 21 de soluții la ecuația φ(x) = 144, mai multe ca pentru oricare ăntreg mai mic ca 144, făcându-l un număr extrem totient.[15][16]
- {\displaystyle 144^{5}=27^{5}+84^{5}+110^{5}+133^{5}}, cel mai mic număr care ridicat la puterea a 5-a este suma a patru numere mai mici redicate la puterea a 5-a. Această relație a fost găsită în 1966 de L. J. Lander și T. R. Parkin, și a fost contraexemplul care a infirmat conjectura lui Euler.
- În problema determinantul maxim Hadamard⁠(d) determinantul maxim al unei matrice de 9 x 9 de zero și unu este 144.
- Este un număr harshad.[17][18]
- Este suma numerelor prime gemene 71 și 73.[19]

## În știință

### În astronomie
- Obiectul NGC 144 din New General Catalogue este o galaxie spirală cu o magnitudine 13,7 în constelația Balena.
- 144 Vibilia este un asteroid din centura principală.
- 144P/Kushida este o cometă periodică din Sistemul Solar.

## În alte domenii
144 se poate referi la:
- Numărul de apel de urgență pentru animale în pericol în Țările de Jos.
- Numărul de apel de urgență pentru cartea de telefon pentru autorități guvernamentale în Israel.
- Numărul de apel de urgență medical în Austria[20] and Switzerland.[21]
- Codul operației NOP din instrucțiunile Intel 8086.
- Scara 1:144 este o scară folosită în modelism.
- Numărul de țoli pătrați dintr-un picior pătrat.
- Mahjong conține de obicei 144 de piese.
- Tupolev Tu-144 a fost primul avion sipersonic de transport (SST), construit sub conducerea Tupolev, în URSS.
- Recordul de 144 de touchdown în fotbalul american⁠(d) este deținut de Milt Stegall de la Winnipeg Blue Bombers.